# Tiziano Aspetti

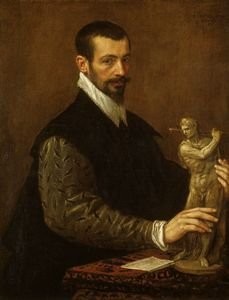
Tiziano Aspetti, porträtterad av Leandro Bassano.

Tiziano Aspetti, född 1565 Padua, död 1607 Pisa, var en italiensk skulptör. 
Som helt ung var Aspetti sysselsatt i Venedig med dekorativa arbeten till dogepalatset med mera, ofta i stor skala. Då han 1591 begav sig till Padua blev hans stil märkbart påverkad av Donatello. Där skapade han en rad verk, som hör till dåtidens bästa dekorativa arbeten, främst reliefer och statyetter; dit hör två reliefer till kryptaltaret i domkyrkan (marterscener från den helige Daniels levnad), statyetterna av San Antonio, Bonaventura och Ludvig den helige till Santos högaltare, den lilla Kristus-statyn och så vidare. Från omkring 1604 var Aspetti verksam under återstoden av sitt korta konstnärsliv i Pisa.